# Solomon Northup
Solomon Northup (Condado de Essex, 10 de julho de 1808 – 1863) foi um escritor abolicionista afro-americano nascido livre no estado de Nova Iorque, nos Estados Unidos. Fazendeiro e violinista, Northup foi um dono de terra em Hebron, Nova Iorque. Em 1841, ele foi sequestrado por mercadores de escravos, onde ele foi por doze anos humilhado, torturado e maltratado por seus senhores (principalmente pelo fazendeiro Edwin Epps), no estado da Luisiana, sem poder entrar em contato com sua família. Após muito custo, Northup conseguiu reconquistar sua liberdade após conhecer um empreiteiro canadense chamado Samuel Bass, que enviou cartas para conhecidos de Solomon para que intercedessem por ele. Em janeiro de 1853, foi formalmente liberto e conseguiu reencontrar seus entes queridos.
Em 1853 publicou o livro "Twelve Years a Slave". Northup foi ainda um forte aliado contra a escravidão nos Estados Unidos, fazendo denúncias e ajudando aqueles que estavam passando pelo que ele passou como escravo. A causa e lugar onde morreu são desconhecidos.
Em 2013 a obra foi adaptada para o cinema no filme "12 Years a Slave".